# サンウィン (モン歴史家)
サンウィン（ビルマ語: သာန်ဝေန်း、San Win、1947年10月28日 - 2021年7月20日）は、ミャンマーのモン族の歴史学者および考古学者で、スワンナプームの研究で知られる。ミャンマーの歴史調査局のアシスタントディレクターを務めた。2013年にミャンマー国民文学賞を受賞。

## 生涯
1947年10月28日、イギリス統治下のビルマのタトゥン地域のパウン・タウンシップのヒプバ村（現在のモン州）で、モン族のU Tun TinとDaw Kyin Myaintのもとに生まれた。 ヒピューバ小学校、インニェイン中学校、パウン高校、第1モールメン高校に通った。1964年に高校を中退し、小学校の教師として働き始めた。1970年]にモールメンの教師養成所に入学し、1975年に卒業すると、中等教育学校で教鞭を執るようになった。
教師として働きながら勉強し、1976年にラングーン大学（現・ヤンゴン大学）に入学。1979年に歴史学の学士号を取得。1983年にはラングーン大学歴史学部の講師となり、1987年から1994年まで、同学部の研究員として働いた。1988年に歴史学の修士号を取得。
1992年、ニューデリーのインド国立公文書館で記録管理に関するトレーニングを受ける。
1994年7月、ラングーン大学が考古学部門を開設すると、同学科の講師となる。1995年には同大学から考古学の学位を取得した。1996年からはミャンマーの全大学の助手を務め、2007年に定年退職するまで歴史研究局（Historical Research Department）のアシスタントディレクターを務めた。
1998年から2000年には、タイのチュラーロンコーン大学に留学し、タイ語とタイとミャンマーの関係史を学んだ。
2013年に退職後は非常勤講師として働いた。2013年、スワンナプームに関する研究でミャンマー国民文学賞を受賞。2021年7月20日、ヤンゴンで死去。73歳没。